# Alessandro Trabucchi
Alessandro Trabucchi (Verona, 5 dicembre 1892 – Rigolato, 27 novembre 1982) è stato un militare italiano, ufficiale di carriera durante le due guerre mondiali raggiunse il grado di Generale di Brigata. Dopo l'armistizio si schierò con la Resistenza.

## Biografia

### Carriera militare
Figlio del generale Cherubino Trabucchi e di Lidia Bruno (nonché primo cugino di Giuseppe, Emilio, Alberto, Maria e Cherubino Trabucchi) frequentò l'Accademia militare e come ufficiale comandante di Batteria combatté nella prima guerra mondiale, raggiungendo il grado di Capitano.
Nel periodo tra il 1934 e il 1938 insegnò Tattica nella Scuola di guerra dell'esercito a Torino. Nel 1938 assunse il comando del 2º Reggimento d'artiglieria di Corpo d'armata.
All'ingresso dell'Italia nella seconda guerra mondiale si trovò al comando della 9ª Armata impegnata sul Fronte greco-albanese e fu promosso Generale di brigata per meriti di guerra dall'11 giugno 1941. Alla firma dell'armistizio del 3 settembre 1943 Trabucchi ricopriva l'incarico di Capo di stato maggiore della 4ª Armata, in quel momento a Mentone. In Francia aveva inviato una nota segreta ai propri ufficiali perché rendessero impossibile qualsiasi violenza sugli ebrei, contribuendo così a rendere la zona controllata dai militari italiani, inaccessibile ai miliziani di Pétain che davano la caccia agli ebrei.

Da sinistra: Franco Antonicelli, Alessandro Trabucchi e Giovanni Roveda in piazza Vittorio il 6 maggio 1945

### La Resistenza
Tornato in Italia fu contattato dal Comitato di liberazione nazionale in Piemonte e Luigi Longo in persona gli propose di assumere il comando delle forze della Resistenza. Tra i primi ufficiali di carriera ad entrare a nella Resistenza, con il nome di battaglia "Penotti" fu il comandante generale delle formazioni autonome e collaborò con il Generale Giuseppe Perotti. Dopo la morte di questi, nell'aprile 1944, lo sostituì al comando del 1º Comitato militare regionale piemontese (CMRP). Nel dicembre 1944 gli fu affidato, dai dirigenti della Resistenza piemontese e dagli Alleati, il comando generale unico per tutte le operazioni di combattimento da compiersi dai partigiani in Piemonte. Il 28 marzo 1945 fu catturato dalle SS e imprigionato nel carcere di San Vittore da dove fu liberato il 26 aprile in seguito all'insurrezione popolare di Milano. 
Durante la prigionia, alla Gestapo che gli chiedeva come mai avesse accettato di essere il comandante di una "ciurmaglia di straccioni", rispondeva che "nessun comando, più di quello partigiano, può onorarmi e la ciurmaglia di straccioni vedrà le spalle dei tedeschi in fuga". Tornò a Torino e partecipò alle ultime operazioni della Resistenza, riprendendo il proprio posto di battaglia, prima dell'arrivo degli Alleati il 1º maggio 1945.

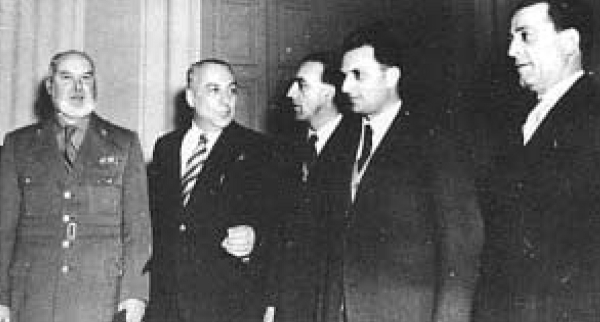
Da sinistra: Alessandro Trabucchi, Domenico Coggiola, Francesco Scotti, Dante Livio Bianco e Andrea Camia alla cerimonia per l'attribuzione della cittadinanza onoraria di Torino

### Il dopoguerra
Terminata la guerra comandò la Divisione di fanteria "Cremona". Nel 1947 scrisse un libro sulla sua esperienza dal titolo I vinti hanno sempre torto. Nel 1949 fu promosso Generale di Corpo d'armata, quindi comandò il VII Comando militare territoriale fino al 1953 e successivamente fu Presidente del Consiglio superiore delle Forze armate fino al congedo nel 1955.
Nel 1956 fu insignito del titolo di Cavaliere di Gran Croce al Merito della Repubblica Italiana.
Visse appartato fino alla morte, avvenuta a 90 anni, il 27 novembre 1982.
Fu cugino di Giuseppe, Emilio, Alberto, Cherubino e Maria Trabucchi, i quali ebbero sempre grande affetto e devozione per lui.

## Opere
- Alessandro Trabucchi, I vinti hanno sempre torto, Roma, Castelvecchi, 2014  [Francesco de Silva, Torino, 1947].